# Festival de court métrage Coupé Court de Bordeaux

Le Festival Coupé Court est un festival de courts métrages issu du milieu étudiant bordelais, plus précisément de l'Institut des Sciences de l'Information et de la Communication (ISIC), situé sur le campus de Bordeaux III. Son ambition est de faire converger le désir d'expérience associatif des étudiants et leur passion pour les courts métrages.
Il propose une projection de courts métrages articulés autour d'un thème. Au fil des ans est apparu un Festival OFF qui allie au cinéma diverses activités culturelles telles des concerts, des pièces de théâtre, voire pédagogiques avec des conférences de professionnel de l'audiovisuel.
L'organisme responsable du festival est l'association "Coupé Court" (ex- « C'est par ISIC ») créée en 1996, dont la particularité est de renouveler la majorité de ses membres chaque année.
Après plusieurs années à l'Utopia de 
Bordeaux, cinéma d'art et d'essai de Bordeaux, l'édition 2012 marque un renouveau puisque le festival investit pour 3 jours la Halle des Douves de Bordeaux.

## Historique

### 1997
Les fondateurs de « C’est par ISIC » organisent une projection de courts métrages sur une journée et accompagnent ces derniers de débats animés par des professionnels du secteur audiovisuel. On trouve alors parmi eux :
- Antoine Lopez, cofondateur et coorganisateur du Festival international du court métrage de Clermont-Ferrand.
- Armand Badeyan, ancien directeur de l’Agence du court métrage à Paris.
- Jean-Marie Bertineau, producteur.
- Patrick Marty, réalisateur.

### 1999
La seconde édition de Coupé Court est construite autour du thème « Cinéma et Musique » ce qui permet de mettre en avant l’importance des relations entre image et son dans le court métrage. Le festival se tient désormais sur deux jours et propose pour cette édition en plus des projections, une soirée concert et une conférence-débat qui réunit des professionnels du son et de l’image :
- Olivier MONY, ancien chargé de mission au cinéma Jean VIGO.
- Stéphane BOUDY et Christophe LAURIER, réalisateurs de courts métrages.
- Isabelle PERUSA, compositeur.

### 2000
La troisième édition de Coupé Court se penche sur le rire autour du thème « Humour et Court ». Sur les deux jours ont été projetés des courts métrages et deux moyens métrages en clôture, de nouveaux accompagnés d’une soirée concert, et d’une conférence-débat entre professionnels :
- Martine JOLY, sémiologue et ex-directrice de l’ISIC.
- Olivier MONY, ancien chargé de mission au cinéma Jean VIGO.
- Olivier de PLAS et Jon CARNOY, réalisateurs.

### 2001
La quatrième édition de Coupé Court soulève diverses questions de société nées du thème choisi cette année-là : « Du plaisir à l’excès ». Le festival au-delà de la projection des courts métrages et d’un long métrage, propose une soirée concert et une conférence-débat entre professionnels et chercheurs avec :
- Michel SIBRA et Vanessa ZAMBERNARDI, scénaristes et réalisateurs.
- Eric PREMEL, producteur.
- Patrick BAUDRY, sociologue.

### 2002
La cinquième édition de Coupé Court se préoccupe de « Secrets et Mensonges » sous toutes leurs formes. Le festival propose cette fois en plus des projections de courts métrages, les représentations d’un cabaret transformiste et d’une pièce de théâtre.

### 2003
La sixième édition de Coupé Court aborde les questions du partir/rester, du périple et des autres formes de parcours à travers son thème « ParCOURTs ». En plus des courts métrages, une exposition se tient à l’Utopia grâce aux étudiants des Beaux-Arts, la compagnie Opéra Pagao propose d’impromptus interludes entre les projections. Un court-métrage interactif est tourné avec le public pendant le festival et diffusé lors de la dernière séance.

### 2004
La septième édition de Coupé Court s’articule sur trois soirs et trois séances autour de la thématique des « Fantasmes ». Un concours de photos est organisé et les gagnants sont exposés au cinéma l’Utopia pendant le festival. Au début de chaque séance, des comédiens présentent de courtes variations autour du thème. Le festival fait salle comble.

### 2005
La huitième édition de Coupé Court se propose d’aborder le thème de « l’Absurde ». Trois soirées sont organisées à l’Utopia avec un concert de clôture au bar « la Dibiterie ». Mais c’est surtout l’année où une nouvelle impulsion est donnée avec la création d’un Festival OFF à la bibliothèque de Mériadeck et la mise en place d’un concours de scénario avec un jury composé de professionnels et de professeurs chercheurs. Une véritable place est donnée à la région avec la diffusion de courts métrages essentiellement aquitains. L’association pousse un peu plus loin les portes du festival pour les ouvrir à la ville et à la région.

### 2006
La neuvième édition de Coupé Court évoque le thème très ambitieux du (des) « Tabou(s) ». Les différents courts métrages diffusés, cette année encore à l’Utopia, ont suscité un afflux si important du public que l’on a refusé une partie car les trois soirs étaient complets ! Également, des clichés sont exposés dans le hall à la suite du concours photo sur le même thème. Le Festival OFF axé sur « l’art dans le 7e art » se déroule au Centre d'arts plastiques contemporains de Bordeaux (CAPC), une première ! Comme l’année précédente, une volonté toujours accrue de valoriser les courts métrages aquitains en partenariat avec l’agence Aquitaine Image Cinéma.

### 2007
La dixième édition s’intéresse au thème symbolique de la « Métamorphose ». En complément des trois séances en soirées, deux séances sont accolées sur une rétrospective du Festival international du court-métrage de Clermont-Ferrand et le meilleur des courts métrages réalisés par l'association Kino Session.

### 2008
La onzième édition de Coupé Court baigne dans le son du rock’n’roll avec le thème « Sexe, court métrage et rock’n’roll ». Le festival est inauguré à l’université Michel de Montaigne par une conférence animée par le sociologue Patrick BAUDRY, intitulée « le paradoxe du sexe ». En clôture de cette édition, un concert fut organisé à la Maison d’Activités Culturelles du CROUS. On pouvait y découvrir quelques groupes de la région. En parallèle de la musique, ont été projetés des courts métrages issus de la session « Sexe, Kino et Rock’n’Roll » créés avec le concours de l’association bordelaise Kino Session.

### 2009
La douzième édition réunie amateurs et passionnés autour du thème « Psycho, rêves, cauchemars ». En marge du festival, une déambulation mêlant improvisations théâtrales et de danses contemporaines a été réalisée par la troupe Licœur et le Junior Ballet d’Aquitaine. Également, une conférence sous forme d’impromptu sur « le psyché et le songe » par Nadège SOUBIALE et Martine VERSEL s’est déroulée à l’université Michel de Montaigne.

### 2010
La treizième édition du Festival Coupé Court a été baigné par le thème « Impostures ». L'expérience a été renouvelée avec la troupe Licœur et le Junior Ballet d'Aquitaine pour une déambulation mêlant improvisations théâtrales et de danses contemporaines juste avant les projections de la programmation de courts métrages. En ouverture à l'Athénée Municipal, Bernard LAFFARGUE a disserté avec le thème notamment sur l'aspect cinématographique. Durant ces 4 jours, une exposition photos a été réalisée dans le hall de l'Utopia à la suite d'un appel à projets et une nouveauté avec un marathon de courts métrages de 48h. Le meilleur court métrage issu du marathon et le meilleur cliché ont été récompensés en clôture par un jury qualifié.

### 2011
La quatorzième édition a stimulé la créativité des passionnés de courts métrages avec le thème « Désordres ». Le lancement du Festival Coupé Court s'est déroulé à l’Oenolimit avec une conférence d'Alain MONS autour des « désordres sociétaux : atmosphères anthropologique » qui s'est poursuivie par le vernissage de l'exposition photos. Amateurs et amoureux sont venus en masse assister aux trois soirées de projection de courts métrages au cinéma Utopia. Le festival off proposait un concours de photos, de scénarios et un marathon de courts métrages, un jury mêlant professionnels, partenaires et membres de l'association ont récompensé les gagnants. Un ciné-concert a conclu le festival avec des groupes locaux rock et electro, accompagné de projections au FL4.

### 2012
Pour son 15e anniversaire, le festival Coupé Court a choisi d’insister sur le cinéma d’initiative et de créativité tout en conservant son impertinence habituelle. Avec sa nouvelle ligne éditoriale « Oser, créer, provoquer », Coupé Court explore le champ des possibles et stimule les idées neuves pour promouvoir un cinéma hybride, jonglant entre l’initiative et la contre-culture. Cette année, c'est autour de la thématique « Faites vous des films ! » que les courts-métrages ont été sélectionnés et diffusés au sein du marché couvert La Halle des Douves. En plus d'un marathon de 48h, une soirée consacrée à la création de courts métrages amateurs a également fait son apparition lors de cette édition 2012, à la suite d'un appel à projets de deux mois.

### 2013
En 2013, l'équipe a choisi pour thématique une référence cinématographique, « Chaotiquement vôtre ». Des projections de courts-métrages professionnels et amateurs, ainsi qu'un concours de photo et un marathon de courts-métrages se sont suivis durant les deux premières soirées du festival. Organisées aux Vivres de l'Art, elles ont également été ponctuées d'animations (danse, performance artistique ou encore effeuillage burlesque). Puis, cette seizième édition s'est terminée par une troisième soirée concerts à l'iBoat.

### 2014
Pour sa dix-septième édition, le festival s'est tenu à la galerie L'Envers. Au programme de cette année : deux soirées de projection de courts-métrages professionnels et amateurs s'inscrivant dans le thème « Trouble & Moi », un concours de photo, et une soirée concerts en clôture. Les participants ont également pu profiter d'une exposition d'illustrations et d'une animation body painting.

### 2015
La 18ème édition fut hébergée par la Halle BMX de l'Espace Darwin, sur la rive droite à Bordeaux les 19 et 20 mars 2015. Deux soirs de projections de courts-métrages professionnels et amateurs complétés par une soirée de clôture au bar La Tencha le 21 mars. Le thème « Controverses » a permis de révéler des films courts percutants et forts en émotions.

### 2016
Pour sa 19ème édition les 24 et 25 mars 2016, le festival s'est déroulé au Marché des Douves sous le thème « À la Recherche de... » .
À l'occasion de sa 19ème édition et dans une volonté d'ouverture, l'équipe Coupé Court a instauré une soirée "Carte Blanche" où ont été diffusés des films sélectionnés dans d'autres compétitions, hors-thème, et ayant un intérêt particulier. Cette fois ce sont les compétitions des festivals IATU Fait son Cinéma #2 et Geocinema qui ont participé à cette soirée. 
La sélection officielle, quant à elle, fut composée comme chaque année de 2 catégories : films amateurs, récompensés par le prix du jury et les films professionnels, récompensés par le public ! Côté animation, la troupe CCM réalisa un happening et une chorégraphie sur la relation entre la danse et le cinéma eut lieu dans le Marché des Douves.

### 2017
La 20e édition du Festival Coupé Court se déroulera du 5 au 8 avril 2017. 
Pour sa 20e édition, le festival suit la thématique: « Nouveau Souffle ». Un grand souffle qui envoie tout balayer pour apporter du nouveau, ou un petit souffle, à la manière d'une brise qui souffle comme un vent de nostalgie. Dans tous les cas, un vent de fraîcheur.
À l'occasion de l'édition anniversaire du festival et dans le souci de mettre en valeur l'art du court-métrage dans sa globalité, quel que soit le niveau de professionnalisation de l'équipe productrice, l'association a décidé cette année d'ajouter une nouvelle sélection, la catégorie Premiers Films. Ainsi, trois récompenses seront décernées lors de la remise des prix du festival, à l'issue des projections : 
- Le Prix du Jury Professionnel, pour le gagnant de la catégorie « Premiers films ».  Entrent dans cette catégorie les films auto-produits, réalisés par une équipe amateur. Ces films doivent être le ou l'un des premiers films du réalisateur.
- Le Prix du Jury Professionnel, pour le gagnant de la catégorie « Amateur ».Cette catégorie concerne les films auto-produits, de qualité professionnelle.
- Le Prix du Public, pour le gagnant de la catégorie « Professionnel ».Pour gagner, il faudra conquérir le cœur du public ! Les films de cette section sont réalisés par des professionnels, produits par un organisme de production.

Enfin, l'association décernera une mention spéciale intitulée le « Coup de cœur de l'asso' » au film que nous aurons préféré, toutes catégories confondues.